# 大甸子镇
大甸子镇，是中华人民共和国辽宁省铁岭市铁岭县下辖的一个乡镇级行政单位。

## 行政区划
大甸子镇下辖以下地区：
线麻地村、大甸子村、二道沟村、后湾岭子村、抚安堡村、大宝山村、南康庄村、大椴木冲村、英树沟村、上三家子村、老边台村、当卜屯村、房身央村、北三道沟村、太平寨村和新坟村。